# Spark AR Studio
Spark AR Studio, renomeando-se para Meta Spark Studio, foi um software desenvolvido pela Meta para elaborar efeitos AR de realidade aumentada para aplicativos e dispositivos como Facebook, Instagram e Messenger, o software e suas plataformas foram descontinuadas em 14 de janeiro de 2025. O software incluía uma galeria de templates prontos com modelos para o usuário criar seus próprios efeitos a partir de uma base, e também permitia criar a partir do zero.

## Controvérsias

### Efeitos que imitavam cirurgias plásticas
Os efeitos do Instagram que imitavam cirurgias plásticas geraram grande controvérsia desde sua introdução. Esses efeitos, que simulavam características como lábios volumosos, maçãs do rosto proeminentes e olhos repuxados, foram amplamente criticados por especialistas em saúde mental. Pesquisadores apontaram que esses filtros poderiam contribuir para problemas como dismorfia corporal e baixa autoestima, especialmente entre jovens usuários, além de, em alguns casos, incentivarem a realização de cirurgias plásticas.
Por volta de 2014, o design de sobrancelhas arqueadas, bem definidas e sem fios desalinhados tornou-se uma tendência popular nos salões de beleza. Esse estilo foi apelidado de "sobrancelha de Instagram", pois se disseminou amplamente na plataforma, que já era uma das principais referências em estética e beleza.
Em 23 de outubro de 2019, o Instagram anunciou a remoção de efeitos que simulavam procedimentos cirúrgicos, citando preocupações com o impacto negativo na saúde mental dos usuários. A plataforma responsável pelos efeitos, Spark AR, declarou que buscava garantir que os efeitos proporcionassem uma experiência positiva para todos. Essa medida fez parte de um esforço mais amplo do Instagram para melhorar sua imagem, incluindo a ocultação de contagens de curtidas e o combate ao bullying online. No entanto, filtros que suavizavam a pele continuaram disponíveis, desde que não fossem associados a cirurgias plásticas.
Apesar da proibição de efeitos que simulavam cirurgias estéticas, os criadores ainda conseguiam deformar o rosto por meio do Spark AR, o que permitiu que algumas distorções faciais permanecessem acessíveis na plataforma.

## Encerramento
Em 27 de agosto de 2024, a Meta anunciou a descontinuação do software Meta Spark Studio e de suas plataformas, a saber, Meta Spark Players, um aplicativo que permitia aos usuários testar objetos virtuais e efeitos de realidade aumentada (RA) no celular, enviados diretamente via cabo do Meta Spark Studio para o dispositivo, e Meta Spark Hub, uma plataforma que permitia aos criadores publicar os efeitos criados, visualizar as métricas dos efeitos já publicados, além de acessar tutoriais e outras funcionalidades. A descontinuação de todas essas ferramentas foi programada para 14 de janeiro de 2025.
"Após uma avaliação completa, tomamos a decisão de encerrar a plataforma de ferramentas e conteúdo de terceiros do Meta Spark. Isso significa que os efeitos de Realidade Aumentada (RA) criados por terceiros – incluindo marcas e nossa comunidade mais ampla de criadores de RA – não estarão mais disponíveis a partir desta data", declarou a empresa em comunicado.
Com isso, apenas os efeitos criados ou adquiridos pela própria Meta permanecerão ativos, enquanto os desenvolvidos pela comunidade serão removidos. A empresa não forneceu detalhes sobre a decisão, mas afirmou que a mudança é necessária para priorizar outros produtos que "atenderão melhor às necessidades futuras de nossos consumidores e clientes empresariais". Após a descontinuação do software, a Meta adquiriu os efeitos populares diretamente de seus criadores, mantendo-os disponíveis no Instagram. Inicialmente, a empresa alterou a atribuição dos efeitos, substituindo o hiperlink que antes direcionava para o perfil do criador pelo perfil "Creators" da própria Meta. Posteriormente, a empresa removeu essa vinculação no Instagram, mantendo a atribuição apenas no Facebook.